# Hampus Wanne
Hampus Wanne (født 10. december 1993) er en svensk håndboldspiller for F.C. Barcelona og det svenske landshold.